# 埃兰 (里尔区)
埃兰（法語：Herrin，法語發音：[ɛʁɛ̃]）是法国上法兰西大区北部省的一个市镇，位于该省中部偏西南，属于里尔区。

## 地理
埃兰（50°32'47"N, 2°57'55"E）面积2.17 平方千米，位于法国上法蘭西大區北部省，该省份为法国最北部的省份及最长的省份，西北濒北海，西接加来海峡省，南至埃纳省和索姆省，东与比利时接壤。
与埃兰接壤的市镇（或旧市镇、城区）包括：瓦夫兰、阿莱讷莱马赖、贡德库尔。

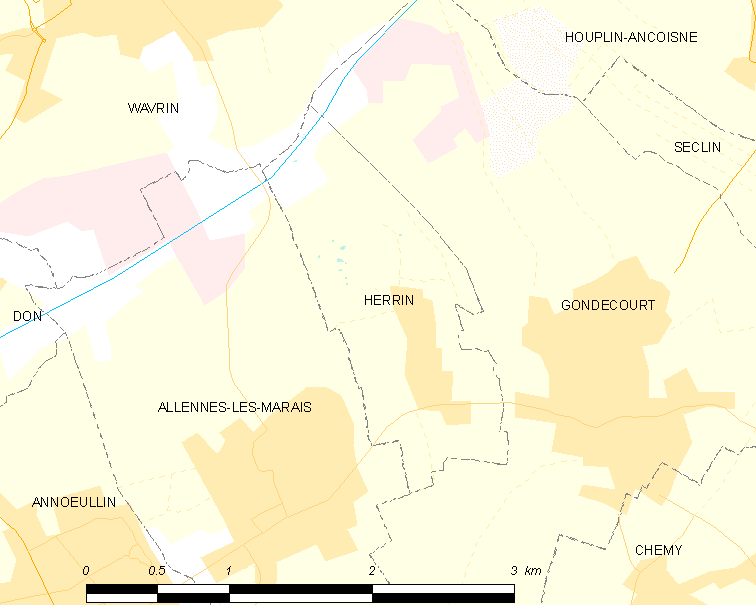
的OSM定位图

埃兰的时区为UTC+01:00、UTC+02:00（夏令时）。

## 行政
埃兰的邮政编码为59147，INSEE市镇编码为59304。

## 政治
埃兰所属的省级选区为法什-蒂梅尼勒县。

## 人口

1962-2008年间人口变化图示

埃兰于2022年1月1日时的人口数量为426人。